# Compaq Portable

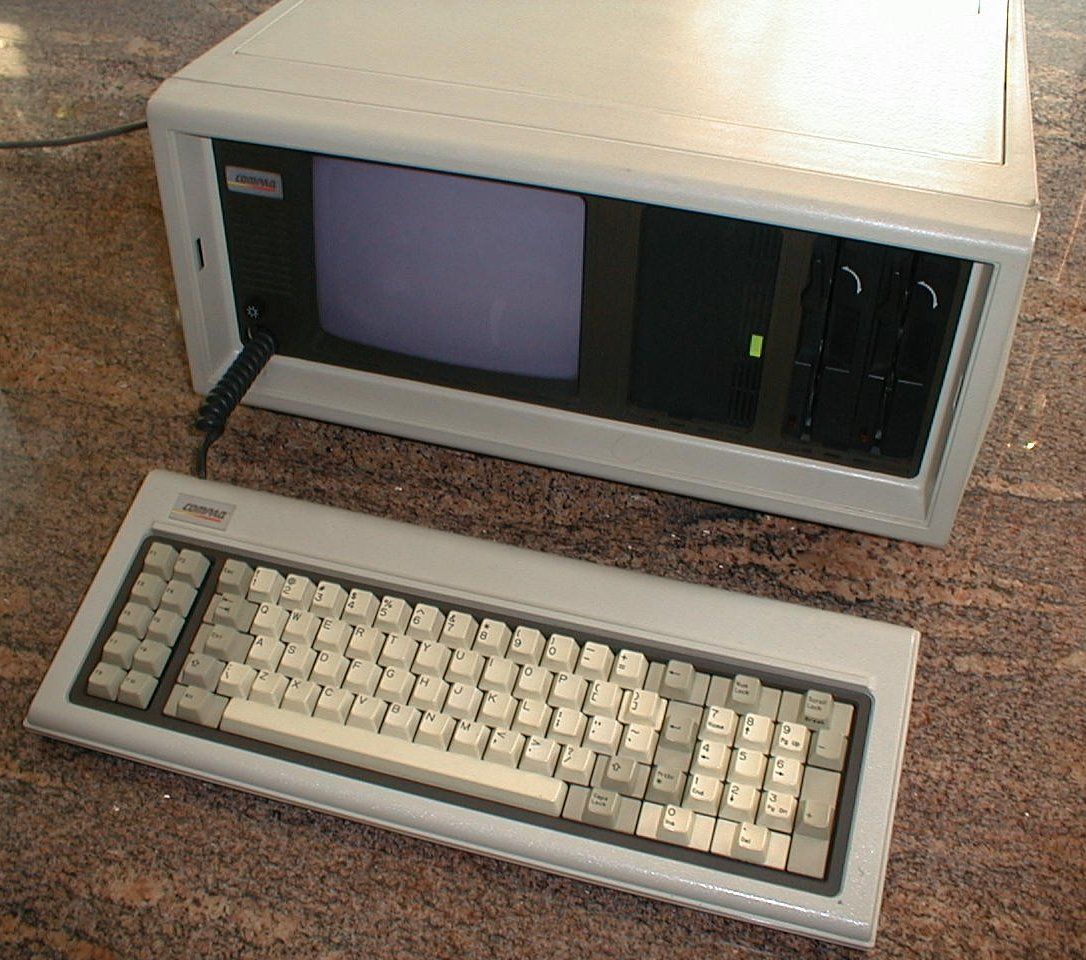
Imagen de un Compaq Portable

El  Compaq Portable  fue el primer ordenador de la serie de ordenadores portátiles que comercializó la marca Compaq. Fue el primer ordenador 100% compatible con el IBM PC no fabricado por IBM, y aparte, fue el primer PC portable considerado un éxito económico.
Fue presentado en noviembre de 1982 y su distribución empezó en enero de 1983 a un precio de 3.590 dólares. Este ordenador, de un tamaño similar a una maleta, será el progenitor de los ordenadores portátiles modernos, un honor compartido con el Osborne 1 (que usaba el CP/M) y el Hyperion (aunque usaba MS-DOS como sistema operativo, no era completamente compatible).
Compaq vendió 53.000 unidades en su primer año.

## Información general
El diseño del Portable inspiraba con el prototipo de Xerox PARC del año 1976 (el NoteTaker). Su peso, de 12,5 kg (28 lb), permitía meter en una maleta de un tamaño similar a la de una máquina de coser.
La configuración del hardware es muy parecida a la del IBM PC, aunque con diferencias, como la BIOS que era de Compaq. Mención especial cabe destacar el chip gráfico capaz de mostrar caracteres en 9x14 (en lugar de 8x8), lo que permite el monitor cambiar a 200 o 350  scanlines ; aunque esta característica lo hacía más caro que la de IBM, permitía a Compaq combinar la capacitación gráfica de la CGA y la claridad de los textos que ofrecía la MDA (ambos de IBM, convirtiendo el Compaq Portable en una herramienta bastante útil para los hojas de cálculo. Esta tecnología la usará también en el Compaq Deskpro.
Gracias a que Microsoft tenía el derecho de licenciar MS-DOS a otros fabricantes y a las peculiaridades del PC Compaq pudo crear este ordenador, no obstante, la parte más difícil fue copiar la BIOS, para lo cual Compaq recurrió a la ingeniería inversa, invirtiendo más 1 millón de dólares en ello.
Aunque hubo muchas compañías que se lanzaron a la fabricación de ordenadores compatibles, ninguna llegó al nivel de compatibilidad con el IBM PC que Compaq tenía (95%) hasta que otras empresas como Phoenix Technologies empezaron a vender BIOS compatibles (también desarrolladas a través de ingeniería inversa).
Posteriormente se ofrecieron otros modelos, como la Portable Plus, Portable 286, Portable II, Portable III y Portable 386.

### Especificaciones
- Procesador Intel 8088 a 4,77 MHz
- Memoria RAM de 128 kb, ampliables a 640 kb.
- Pantalla de 9 "monocromática de 80x25 (líneas de texto).
- Tarjeta gráfica compatible con CGA ..
- 2 unidades de 5,25 "de 360 kb.
- 1 puerto paralelo (puerto de expansión).
- Sistema operativo MS-DOS.